# Fiona Hukula
Fiona Sonia Karejo Hukula (ur. 1977 w Port Moresby) – antropolożka, działaczka na rzecz praw kobiet z Papui-Nowej Gwinei. Walczy szczególnie przeciw oskarżeniom kobiet o czary.

## Życiorys
Pochodzi z prowincji East Sepik. Jest jednym z sześciorga dzieci Martina i Helen.
Po skończeniu studiów licencjackich z antropologii na Uniwersytecie Wiktorii w Wellingtonie w Nowej Zelandii studiowała kryminologię międzynarodowej na University of Sheffield w Wielkiej Brytanii. Po magisterium zdecydowała się na studia doktoranckie. Jej dysertacja, którą obroniła na University of St Andrews z antropologii społecznej, dotyczyła etnologii osady w Nine Mile w Port Moresby. Była pierwszą kobietą z Papui Nowej Gwinei, która uzyskała doktorat z antropologii społecznej.
W 1998 zaczęła pracę w Narodowym Instytucie Badawczym Papui Nowej Gwinei (PNGNRI) jako kierowniczka badań projektowych. Następnie została starszą pracownicą naukową i kierowała programem Building Safer Communities. W pracy naukowej zajmowała się studiowaniem miast, gender i tematyką społeczno-prawną. Jest autorką publikacji z zakresu kryminalistyki, urbanistyki i przemocy opartej na rolach płciowych w Papui-Nowej Gwinei. Działała w kilku komisjach rządowych, w tym w Komitecie Działania na rzecz Przemocy Rodzinnej i Seksualnej oraz Narodowym Planie Działań przeciwko Oskarżaniu o Czarę i Przemocy Pokrewnej. W październiku 2020 została wybrana na drugą czteroletnią kadencję jako zastępczyni przewodniczącego i komisarka Komisji ds. Reformy Konstytucji i Prawa Papui Nowej Gwinei.
W 2012 została odznaczona nagrodą Sutasoma przyznawaną przez Królewskie Towarzystwo Antropologiczne. W 2021 skończyła pracę w Narodowym Instytucie Badawczym Papui Nowej Gwinei.
Mieszka w Port Moresby z mężem, antropologiem Simonem Kenemą, i trójką dzieci.